# Битва при Босворті
Битва при Босворті — бій, що відбувся 22 серпня 1485 року на Босвортському полі в Лестерширі (Англія) між армією англійського короля Річарда III і військами претендента на престол Генріха Тюдора, графа Річмонда.
Генріх Тюдор, був спадкоємцем Плантагенетів по жіночій лінії ланкастерської гілки династії, ніяких прав на трон не мав, так як і з боку матері, і з боку батька у нього були незаконнонароджені предки. З цієї причини він міг наслідувати Ланкастерам теж вельми умовно. Щиро кажучи, Генріх VI був останнім Ланкастером. Його суперник, Річард III, був останнім з дому Йорків і династії Плантагенетів. Його смерть істотно змінила історію Англії.
Правління Річарда почалося в 1483 році, коли він змушений був стати королем замість свого дванадцятирічного племінника Едуарда V, який виявився незаконнонародженим. Вороги Річарда активно розповсюджували чутки (переважно у Франції) про смерть хлопчика та його молодшого брата, і підтримка Річарда була зруйнована чутками про його причетність до смерті своєї дружини, Анни Невілл. Генріх Тюдор, нащадок дому Ланкастерів, вхопився за труднощі Річарда і пред'явив права на трон. Перша спроба Генріха вторгнутися в Англію в 1484 році була розбита штормом, але його наступна висадка 7 серпня 1485 року на південно-західному узбережжі Уельсу не зустріла опору. Перебуваючи всередині країни, Генріх забезпечив собі підтримку. Річард поспішно зібрав війська і перехопив армію Генріха на південь від міста на Босвортському полі в Лестерширі. Лорд Томас Стенлі і сер Вільям Стенлі також підвели свої сили до поля битви, але не втручалися, вирішуючи, яку сторону буде вигідніше підтримати.
Річард розділив свою армію, чисельністю більше армії Генріха, на три групи (або «баталії»). Одна була віддана Джону Говарду, герцогу Норфолка, інша — Генрі Персі, 4-му графу Нортумберленд. Генріх тримав свої сили разом і помістив їх під команду досвідченого Джона Де Віра, графа Оксфорда. Авангард Річарда під командою Норфолка був атакований піхотою графа Оксфорда, Норфолк убитий, а його загін став поступово відступати. Нортумберленд не робив ніяких дій, коли йому сказали допомогти королю. Помітивши можливість атакувати свиту Генріха, Річард вирішив поставити все на атаку поперек поля битви, щоб убити його і закінчити боротьбу. Лицарі з королівської охорони відокремилися від решти армії, атакували Генріха і його загін, і Генріх був на грані загибелі, але втрутилися Стенлі, які атакували загін Річарда. У бою охорона Річарда була перебита, а він сам збитий з коня і убитий на землі. Після битви Генріх коронувався на Ембіон Хілл, поруч з полем битви.